# Bo Hopkins
Bo Hopkins, all'anagrafe William Mauldin Hopkins (Greenville, 2 febbraio 1938 – Los Angeles, 28 maggio 2022), è stato un attore statunitense.

## Biografia
Bo Hopkins trascorse un'adolescenza turbolenta che lo portò a vivere anche in riformatorio e ad arruolarsi appena sedicenne. Inviato a combattere in Vietnam, al suo ritorno dal fronte entrò all'Actors Studio per studiare recitazione e iniziò ad apparire sul piccolo schermo in popolari telefilm western quali Gunsmoke, Il virginiano e Bonanza.
Dopo l'esordio cinematografico nel film I diavoli di Dayton (1968), ottenne una parte di rilievo nel western Il mucchio selvaggio (1969) di Sam Peckinpah, interpretando il ruolo di Crazy Lee. Malgrado il personaggio venisse ucciso durante la prima parte della pellicola, Hopkins si fece notare per la sua intensa interpretazione e successivamente si affermò con una lunga serie di figure da "duro" e irrequieto uomo di strada, nelle quali trasferì le sue esperienze di gioventù.
L'affermazione definitiva giunse con il film American Graffiti (1973) di George Lucas e, soprattutto, con l'interpretazione dell'assassino psicopatico in Killer Elite (1975), sempre per la regia di Peckinpah. . Tra le successive interpretazioni di Hopkins, da ricordare quelle nel western I giustizieri del West (1975), diretto da Kirk Douglas, e in Fuga di mezzanotte (1978) di Alan Parker. 
Negli anni 80 fu nel cast del serial tv Dynasty. Apparve poi in due episodi del telefilm La signora in giallo; in seguito fu nuovamente attivo nel cinema, dove ebbe modo di brillare in U Turn - Inversione di marcia (1997) di Oliver Stone e, negli ultimi tempi, in Elegia americana (2020) di Ron Howard.
Bo Hopkins è morto a Los Angeles il 28 maggio 2022, all'età di 84 anni, vittima di un attacco cardiaco.

## Vita privata
Sposato dal 1989 con Sian Eleanor Green, Hopkins ebbe da lei un figlio, Matthew. Da un precedente matrimonio era nata una figlia, Jane. L'attore era un acceso tifoso dei Los Angeles Angels.

## Filmografia

### Cinema
- I diavoli di Dayton (Dayton's Devils), regia di Jack Shea (1968)
- 1000 aquile su Kreistag (The Thousand Plane Raid), regia di Boris Sagal (1969)
- Il mucchio selvaggio (The Wild Bunch), regia di Sam Peckinpah (1969)
- Il ponte di Remagen (The Bridge at Remagen), regia di John Guillermin (1969)
- I contrabbandieri degli anni ruggenti (The Moonshine War), regia di Richard Quine (1970)
- Macho Callagan (Macho Callahan), regia di Bernard L. Kowalski (1970)
- Monty Walsh, un uomo duro a morire (Monte Walsh), regia di Wailliam A. Fraker (1970)
- Fango, sudore e polvere da sparo (The Culpepper Cattle Co), regia di Dick Richards (1972)
- The Only Way Home, regia di G.D. Spradlin (1972)
- Getaway! (The Getaway), regia di Sam Peckinpah (1972)
- L'uomo che amò Gatta Danzante (The Man Who Loved Cat Dancing), regia di Richard C. Sarafian (1973)
- American Graffiti, regia di George Lucas (1973)
- McKlusky, metà uomo metà odio (White Lightning), regia di Joseph Sargent (1973)
- Il mediatore (The Nickel Raid), regia di Robert Mulligan (1974)
- Il giorno della locusta (The Day of the Locust), regia di John Schlesinger (1975)
- I giustizieri del West (Posse), regia di Kirk Douglas (1975)
- Killer Elite (The Killer Elite), regia di Sam Peckinpah (1975)
- Caccia aperta (A Small Town in Texas), regia di Jack Starrett (1976)
- Tentacoli, regia di Ovidio G. Assonitis (1977)
- Fuga di mezzanotte (Midnight Express), regia di Alan Parker (1978)
- The Fifth Floor, regia di Howard Avedis (1978)
- American Graffiti 2 (More American Graffiti), regia di Bill L. Norton (1979)
- Sweet Sixteen, regia di Jim Sotos (1983)
- Mutant, regia di John Cardos (1984)
- What Comes Around, regia di Jerry Reed (1985)
- Il giorno della crisalide (Nightmare at Noon), regia di Nico Mastorakis (1988)
- Weekend all'inferno (Trapper County War), regia di Worth Keeter (1989)
- President's Target, regia di Yvan Chiffre (1989)
- Il giustiziere (The Bounty Hunter), regia di Robert Ginty (1989)
- Big Bad John, regia di Burt Kennedy (1990)
- Scontro finale (The Final Alliance), regia di Mario DiLeo (1990)
- Fertilize the Blaspheming Bombshell, regia di Jeff Hathcock (1992)
- Il centro della ragnatela (Center of the Web), regia di David A. Prior (1992)
- Inside Monkey Zetterland, regia di Jefery Levy (1992)
- Simcoe - la leggenda della montagna (The Legend of Wolf Mountain), regia di Craig Clyde (1992)
- The Ballad of Little Jo, regia di Maggie Greenwald (1993)
- Benvenuti a Radioland (Radioland Murders), regia di Mel Smith (1994)
- Texas Payback, regia di Richard W. Munchkin (1995)
- Riders in the Storm, regia di Charles Biggs (1995)
- Intrigo alla Casa Bianca (The Feminine Touch), regia di Conrad Janis (1995)
- Painted Hero, regia di Terry Benedict (1996)
- Uncle Sam, regia di William Lustig (1996)
- R.I.O.T.: The Movie, regia di Stephen Yake (1996)
- U Turn - Inversione di marcia (U Turn), regia di Oliver Stone (1997)
- Il lago della paura - Fever Lake (Fever Lake), video, regia di Ralph E. Portillo (1997)
- Phantoms, regia di Joe Chappelle (1998)
- The Newton Boys, regia di Richard Linklater (1998)
- Lunker Lake, regia di Randy Towers (1998)
- Getting to Know You - Cominciando a conoscerti (Getting to Know You), regia di Lisanne Skyler (1999)
- Dal tramonto all'alba 2 - Texas, sangue e denaro (From Dusk Till Dawn 2: Texas Blood Money), regia di Scott Spiegel (1999)
- Vendetta finale (South of Heaven, West of Hell), regia di Dwight Yoakam (2000)
- Big Brother Trouble, regia di Ralph E. Portillo (2000)
- Vice, regia di John Woodward (2000)
- The Thundering 8th, regia di Donald Borza II (2000)
- A Crack in the Floor, regia di Sean Stanek e Corbin Timbrook (2001)
- Ring of Fire (Cowboy Up), regia di Xavier Koller (2001)
- Choosing Matthias, regia di Caia Coley (2001)
- Don't Let Go, regia di Max Myers (2002)
- City of Ghosts, regia di Matt Dillon (2002)
- Shade - Carta vincente (Shade), regia di Damian Nieman (2003)
- The Road Home, regia di Drew Johnson (2003)
- Open Window, regia di Mia Goldman (2006)
- A Little Christmas Business, regia di Chuck Walker (2013)
- The Boys at the Bar, regia di Richard Dutcher (2016)
- Elegia americana (Hillbilly Elegy), regia di Ron Howard (2020)

### Televisione
- I Pruitts (The Pruitts of Southampton) – serie TV, episodio 1x15 (1966)
- Il virginiano (The Virginian) – serie TV, episodio 6x05 (1967)
- Gunsmoke – serie TV, 1 episodio (1967)
- Selvaggio west (The Wild Wild West) – serie TV, episodio 3x14 (1967)
- The Andy Griffith Show – serie TV, 1 episodio (1967)
- Al banco della difesa (Judd for the Defense) – serie TV, 1 episodio (1968)
- Pattuglia del deserto (The Rat Patrol) – serie TV, 1 episodio (1968)
- Il grande teatro del west (The Guns of Will Sonnett) – serie TV, 2 episodi (1968)
- Bonanza – serie TV, episodio 11x02 (1969)
- Mod Squad, i ragazzi di Greer (The Mod Squad) – serie TV, 2 episodi (1969-1970)
- Ironside – serie TV, 1 episodio (1972)
- Un vero sceriffo (Nichols) – serie TV, 1 episodio (1972)
- Hawaii Squadra Cinque Zero (Hawaii Five-O) – serie TV, 1 episodio (1973)
- Gondola – film TV (1974)
- Doc Elliot – serie TV, 10 episodi (1973-1974)
- Un amore di contrabbasso ( Paul Sand in Friends and Lovers) – serie TV, 1 episodio (1974)
- Il cacciatore (The Manhunter) – serie TV, 1 episodio (1974)
- A tutte le auto della polizia (The Rookies) – serie TV, 1 episodio (1974)
- Judgment: The Court Martial of Lieutenant William Calley – film TV (1975)
- The Runaway Barge – film TV (1975)
- Massacro a Kansas City (The Kansas City Massacre) – film TV (1975)
- Barnaby Jones – serie TV, 1 episodio (1975)
- Ultimo indizio (Jigsaw John) – serie TV, 1 episodio (1976)
- The Invasion of Johnson County – film TV (1976)
- Dawn: Portrait of a Teenage Runaway – film TV (1976)
- Aspen – miniserie TV, 3 episodi (1977)
- Woman on the Run – film TV (1977)
- Una vera amicizia (Thaddeus Rose and Eddie) – film TV (1978)
- Having Babies – serie TV, 1 episodio (1978)
- Crisis in Sun Valley – film TV (1978)
- The Busters – film TV (1978)
- Agenzia Rockford (The Rockford Files) – serie TV, 4 episodi (1978-1979)
- Supertrain – serie TV, 1 episodio (1979)
- Charlie's Angels – serie TV, 2 episodi (1976-1979)
- La banda Dalton (The Last Ride of the Dalton Gang) – film TV (1979)
- Mendicante ladro (Beggarman, Thief) – film TV (1979)
- The Plutonium Incident – film TV (1980)
- Casino – film TV (1980)
- Rodeo Girl – film TV (1980)
- Fantasilandia (Fantasy Island) – serie TV, 1 episodio (1982)
- Matt Houston – serie TV, 1 episodio (1983)
- Ghost Dancing – film TV (1983)
- A-Team (The A-Team) – serie TV, episodio 2x17 (1984)
- Hotel – serie TV, 1 episodio (1984)
- Detective per amore (Finder of Lost Loves) – serie TV, 1 episodio (1984)
- I viaggiatori delle tenebre (The Hitchhiker) – serie TV, 1 episodio (1985)
- Top Secret (Scarecrow and Mrs. King) – serie TV, 1 episodio (1985)
- Dark Horse – film TV (1985)
- Professione pericolo (The Fall Guy) – serie TV, 1 episodio (1986)
- Crazy Like a Fox – serie TV, 1 episodio (1986)
- Attraverso le grandi colline (Louis L'Amour's Down the Long Hills) – film TV (1986)
- Houston: The Legend of Texas – film TV (1986)
- A Smoky Mountain Christmas – film TV (1986)
- Mike Hammer investigatore privato (Mike Hammer) – serie TV, 1 episodio (1987)
- Dynasty – serie TV, 18 episodi (1981-1987)
- Matlock – serie TV, 1 episodio (1991)
- Blood Ties - Legami di sangue (Blood Ties) – film TV (1991)
- La signora in giallo (Murder, She Wrote) – serie TV, 2 episodi (1985-1992)
- Wyatt Earp - Ritorno al West (Wyatt Earp: Return to Tombstone) – film TV (1994)
- Cheyenne Warrior – film TV (1994)
- OP Center – miniserie TV (1995)
- Shaughnessy – film TV (1996)
- Dietro le sbarre (Time Served) – film TV (1999)

## Doppiatori italiani
Nelle versioni in italiano delle opere in cui ha recitato, Bo Hopkins è stato doppiato da:
- Pino Colizzi in Killer Elite, Tentacoli, Charlie's Angels (ep. 1x01)
- Gino La Monica in Il ponte di Remagen, L'uomo che amò Gatta Danzante
- Giulio Platone in Il mucchio selvaggio
- Renato Cortesi in Fuga di mezzanotte
- Vittorio Stagni in American Graffiti 2
- Elio Marconato in Doc Elliot
- Carlo Valli in Il mediatore
- Massimo Giuliani in Charlie's Angels (ep. 4x01)
- Dario Penne in Dynasty, Phantoms
- Michele Gammino in Top Secret
- Guido De Salvi in La signora in giallo (ep. 1x19)
- Romano Ghini in La signora in giallo (ep. 8x14)
- Maurizio Scattorin in OP Center
- Orlando Mezzabotta in The Newton Boys
- Carlo Reali in Dal tramonto all'alba 2 - Texas, sangue e denaro
- Manlio De Angelis in Shade - Carta vincente